# 노중훈의 여행의 맛
노중훈의 여행의 맛은 여행작가 노중훈이 진행하는 MBC 표준FM의 여행 정보, 음식 정보 전문 라디오 프로그램이다. 매주 토요일 아침 6시 30분부터 아침 7시까지 방송된다.

## 코너 소개
- 꼬치꼬치 여행코치
- 5분가이드
- 박찬일의 맛

## 역대 방송 시간
| 방송 채널  | 방송 기간                          | 방송 시간                    |
| ---------- | ---------------------------------- | ---------------------------- |
| MBC 표준FM | 2014년 11월 22일 ~ 2016년 5월 28일 | 토요일 아침 7:10 ~ 아침 8:00 |
| MBC 표준FM | 2016년 6월 4일 ~ 2020년 5월 9일    | 토요일 아침 7:05 ~ 아침 8:00 |
| MBC 표준FM | 2020년 5월 16일 ~ 5월 23일         | 토요일 아침 6:15 ~ 아침 7:00 |
| MBC 표준FM | 2020년 5월 30일 ~ 현재             | 토요일 아침 6:30 ~ 아침 7:00 |

## 같이 보기
관련 항목
- 여행
- 음식

방송 프로그램
- 한식탐험대 (KBS 시사교양본부 제작)
- 한국인의 밥상 (KBS 1TV)
- 신상출시 편스토랑, 백종원 클라쓰 (KBS 2TV)
- 최고의 요리 비결 (EBS 1TV)
- 찾아라! 맛있는 TV, 백파더: 요리를 멈추지 마!, 볼빨간 신선놀음, 로컬 식탁 (MBC TV)
- 결정 맛대맛, 백종원의 골목식당, 맛남의 광장, 식자회담 - 국가발전 프로젝트 (SBS TV)
- 우리가 아는 맛-알토란 (MBN)
- 식객 허영만의 백반기행 (TV조선)
- 삼시세끼, 백패커, 줄 서는 식당 (tvN)
- 토요일은 밥이 좋아 (E채널)
- 맛있는 녀석들 (iHQ)